# Kruth
Kruth [kʁyt]  est une commune française du Massif des Vosges située dans la circonscription administrative du Haut-Rhin et, depuis le 1er janvier 2021, intégrée dans le territoire de la Collectivité européenne d'Alsace, en région Grand Est.
Cette commune se trouve dans la région historique et culturelle d'Alsace.

## Géographie

### Localisation
Kruth est située dans la haute vallée de la Thur, en contrebas de la route des Crêtes. Elle est située au pied du Markstein (1 266 m) et du Grand Ventron (1 204 m).
C'est une des 189 communes du parc naturel régional des Ballons des Vosges.

### Lieux-dits et écarts
- Le Frenz ;
- Hof ;
- Runschenseewald ;
- Sauwas.

### Cours d'eau
- La Thur ;
- Les torrents du Hinter Bockloch qui forme la cascade du Bockloch, du Vorder Bockloch et le Tieferunz qui prennent leur source au haut de la crête des Vosges et se précipitent dans le lac de Kruth-Wildenstein ;
- Kruth possède un barrage d'une capacité de 12 millions de mètres cubes qui permet de réguler les eaux de la Thur.

### Les villages proches
- Oderen 2,5 km.
- Fellering 4,2 km.
- Wildenstein 5,1 km.
- Ventron (Vosges) 7 km.
- Bussang (Vosges) 10 km.
- La Bresse (Vosges) 10,6 km.

|                  | Wildenstein | Metzeral |
| Cornimont Vosges | Kruth       |          |
| Ventron Vosges   | Fellering   | Oderen   |

### Voies de communications et transports

#### Voies routières
Kruth est également un carrefour de voies de communications routières vers Cornimont et La Bresse dans les Vosges, d'une part, et vers Thann et Cernay, d'autre part.
La commune s'était également mobilisée, mais sans succès, dans le projet de réalisation du tunnel ferroviaire de Bussang-Kruth. Kruth reste ,en effet, une gare terminus de la troisième des trois premières lignes de chemin de fer français (extension de la ligne Mulhouse Thann en 1839 qui devait, selon le projet avorté, percer les Vosges pour joindre Remiremont et Saint-Maurice (Bas-Rhin)).

#### Lignes SNCF
Elle est aussi reliée par voie ferroviaire vers Thann et Mulhouse et constitue, par la ligne de Lutterbach à Kruth, le terminus de la ligne de pénétration vosgienne Mulhouse - Cernay - Thann - Kruth.

### Hydrographie

#### Réseau hydrographique
La commune se situe dans le bassin versant du Rhin au sein du bassin Rhin-Meuse. Elle est drainée par la Thur, le ruisseau de l'Hinter Bockloch, le ruisseau du Vorder Bockloch, le ruisseau Frentzlochrunz, le ruisseau Heiderbeerenloch, le Drehlochbach, le Hundsrunz, le Steinlebach, le Tieferunz et le ruisseau Runscherunz,,.
La Thur, d'une longueur de 53 km, prend sa source dans la commune de Wildenstein et se jette  dans l'Ill à Ensisheim, après avoir traversé 20 communes. Les caractéristiques hydrologiques de la Thur sont données par la station hydrologique située sur la commune de Wildenstein. Le débit moyen mensuel est de 0,375 m3/s. Le débit moyen journalier maximum est de 9,5 m3/s, atteint lors de la crue du 15 février 1990. Le débit instantané maximal est quant à lui de 16,5 m3/s, atteint le même jour.

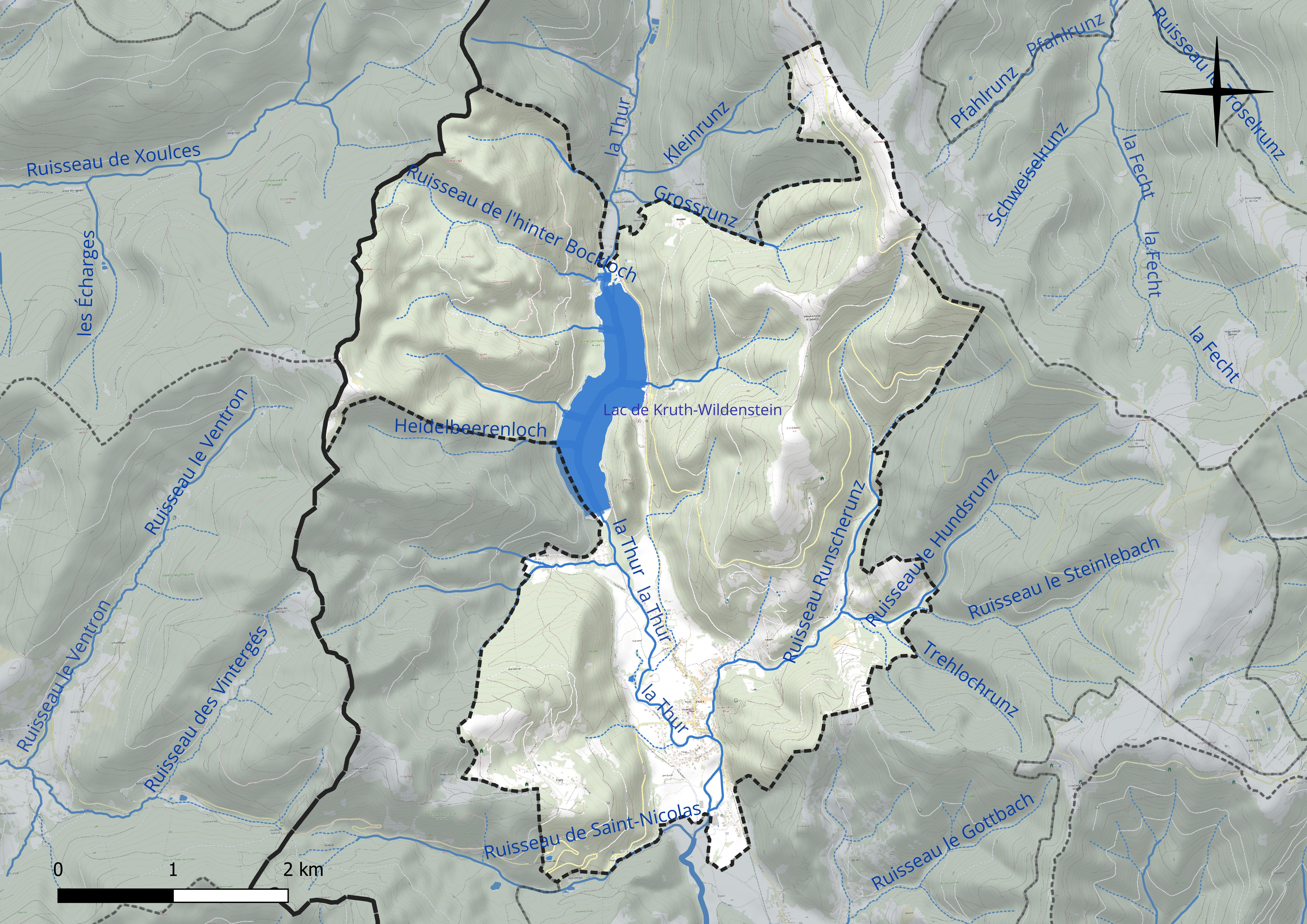
Réseau hydrographique de Kruth.

Un plan d'eau complète le réseau hydrographique : le lac de Kruth-Wildenstein, d'une superficie totale de 76 ha (72,7 ha sur la commune),.

#### Gestion et qualité des eaux
Le territoire communal est couvert par le schéma d'aménagement et de gestion des eaux (SAGE) « Thur ». Ce document de planification concerne le bassin versant de la Thur. Ce territoire s'étend sur 544 km2. Le périmètre a été arrêté le 4 mars 1996 et le SAGE, à proprement dit, a été approuvé le 14 mai 2001. La structure porteuse de l'élaboration et de la mise en œuvre est la Direction départementale de l'agriculture et de la forêt du Haut-Rhin.
La qualité des cours d’eau peut être consultée sur un site dédié, géré par les agences de l’eau et l’Agence française pour la biodiversité.

### Climat
Pour des articles plus généraux, voir Climat du Grand Est et Climat du Haut-Rhin.
En 2010, le climat de la commune est de type climat de montagne, selon une étude du Centre national de la recherche scientifique s'appuyant sur une série de données couvrant la période 1971-2000. En 2020, Météo-France publie une typologie des climats de la France métropolitaine dans laquelle la commune est exposée à un climat semi-continental et est, dans la région climatique  Vosges, caractérisée par une pluviométrie très élevée (1 500 à 2 000 mm/an) en toutes saisons et un hiver rude (moins de 1 °C).
Pour la période 1971-2000, la température annuelle moyenne est de 8,7 °C, avec une amplitude thermique annuelle de 16,6 °C. Le cumul annuel moyen de précipitations est de 1 726 mm, avec 14 jours de précipitations en janvier et 11 jours en juillet. Pour la période 1991-2020, la température moyenne annuelle observée sur la station météorologique de Météo-France la plus proche, « Markstein Crete », sur la commune d'Oderen à 2 km à vol d'oiseau, est de 6,3 °C et le cumul annuel moyen de précipitations est de 1 489,3 mm. 
La température maximale relevée sur cette station est de 30,3 °C, atteinte le 7 août 2015 ; la température minimale est de −20,4 °C, atteinte le 20 décembre 2009,,.
Les paramètres climatiques de la commune ont été estimés pour le milieu du siècle (2041-2070) selon différents scénarios d'émission de gaz à effet de serre à partir des nouvelles projections climatiques de référence DRIAS-2020. Ils sont consultables sur un site dédié publié par Météo-France en novembre 2022.

## Urbanisme

### Typologie
Au 1er janvier 2024, Kruth est catégorisée commune rurale à habitat dispersé, selon la nouvelle grille communale de densité à sept niveaux définie par l'Insee en 2022.
Elle est située hors unité urbaine et hors attraction des villes,.

### Occupation des sols
L'occupation des sols de la commune, telle qu'elle ressort de la base de données européenne d’occupation biophysique des sols Corine Land Cover (CLC), est marquée par l'importance des forêts et milieux semi-naturels (83,5 % en 2018), une proportion identique à celle de 1990 (83,5 %). La répartition détaillée en 2018 est la suivante : 
forêts (75,4 %), milieux à végétation arbustive et/ou herbacée (8,1 %), zones agricoles hétérogènes (7,7 %), eaux continentales (3,5 %), zones urbanisées (2,9 %), prairies (2,3 %). L'évolution de l’occupation des sols de la commune et de ses infrastructures peut être observée sur les différentes représentations cartographiques du territoire : la carte de Cassini (XVIIIe siècle), la carte d'état-major (1820-1866) et les cartes ou photos aériennes de l'IGN pour la période actuelle (1950 à aujourd'hui).

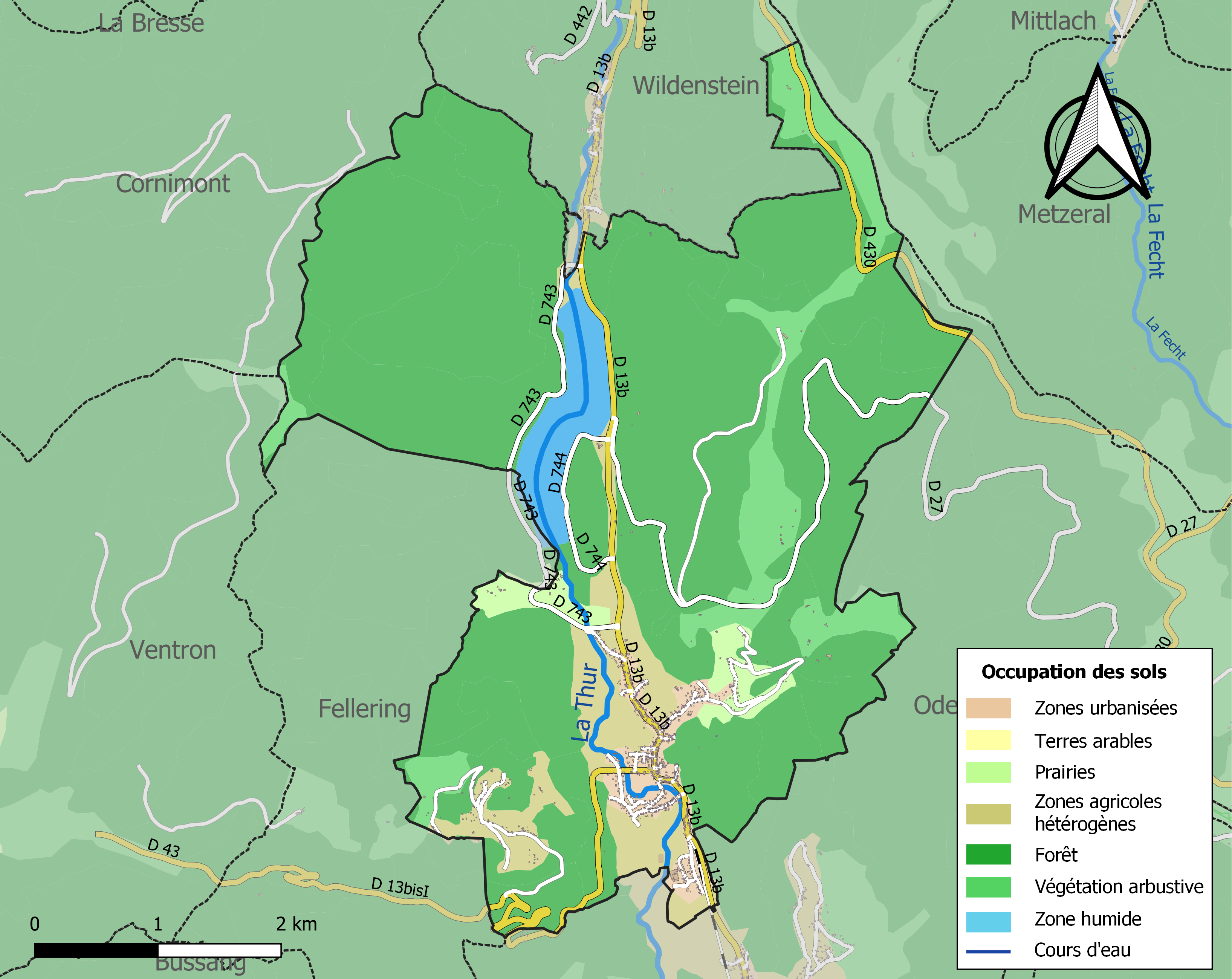
Carte des infrastructures et de l'occupation des sols de la commune en 2018 (CLC).

## Histoire
Kruth se trouve sur la route de Saint-Amarin à Wildenstein. C'est un village récent : son origine remonte au Moyen Âge central, quand l'arrière-vallée de la Thur avait l'objet de défrichements ("Kruth", qui apparaît la première fois au XIVe siècle sous la forme "Gereuth", signifie "Essarts"). Cette arrière-vallée appartenait, alors, à l'abbaye de Murbach qui inféoda ensuite ses droits à des vassaux, en dernier ressort au comte de Wurtemberg jusqu'en 1467 puis aux Bollwiller à travers la Maison d'Autriche.
En 1536, Jean de Bollwiller, criblé de dettes, vend sa part de cette seigneurie au prince-abbé de Murbach, qui en possédait déjà les deux tiers. Le village restera aux abbés de Murbach jusqu'à la Révolution.
Au XVIIe siècle, le village était appelé Grut. Ce n'est qu'à partir de 1775 que le nom actuel apparut.
Pendant la Première Guerre mondiale, le village est évacué en raison de la proximité du front. En 1917, le roi Victor-Emmanuel III d'Italie vient inspecter le front et y passe une journée.

### Héraldique
| Blason | Blasonnement : D'or, à la terrasse ondée d'argent à deux fasce ondée d'azur, portant un mont de sinople surmonté d'une tour crénelée de gueules accostée de deux sapins de sinople, un écu d'azur au pal d'or chargé de trois chevrons renversés de gueules brochant sur la partition. Commentaires : Le lac, symbolisé par les fasces ondées, évoque le barrage de Kruth-Wildenstein. Le château est celui de Wildenstein, édifié en 1312 par le comte de Ferette. L'écu qui apparaît en miniature sur ce blason est celui des Bollwiller. Les sapins sont présents sur toutes les hauteurs de la commune. |

## Politique et administration

### Budget et fiscalité 2016
En 2016, le budget de la commune était constitué ainsi :
- total des produits de fonctionnement : 757 000 €, soit 766 € par habitant.
- total des charges de fonctionnement : 660 000 €, soit 669 € par habitant.
- total des ressources d’investissement : 210 000 €, soit 212 € par habitant.
- total des emplois d’investissement : 277 000 €, soit 280 € par habitant.
- endettement : 311 000 €, soit 315 € par habitant.

Avec les taux de fiscalité suivants :
- taxe d’habitation : 11,68 %.
- taxe foncière sur les propriétés bâties : 17,11 %.
- taxe foncière sur les propriétés non bâties : 64,61 %.
- taxe additionnelle à la taxe foncière sur les propriétés non bâties : 0,00 %.
- cotisation foncière des entreprises : 0,00 %.

Chiffres clés Revenus et pauvreté des ménages en 2014 : Médiane en 2014 du revenu disponible, par unité de consommation : 211 713 €.

### Liste des maires
| Période   | Période  | Identité          | Étiquette | Qualité                            |
| --------- | -------- | ----------------- | --------- | ---------------------------------- |
| mars 1983 | mai 2020 | Claude Walgenwitz | DVG       | Conseiller pédagogique, né en 1949 |
| mai 2020  | En cours | Florent Arnold    |           |                                    |

## Démographie
L'évolution du nombre d'habitants est connue à travers les recensements de la population effectués dans la commune depuis 1800. Pour les communes de moins de 10 000 habitants, une enquête de recensement portant sur toute la population est réalisée tous les cinq ans, les populations de référence des années intermédiaires étant quant à elles estimées par interpolation ou extrapolation. Pour la commune, le premier recensement exhaustif entrant dans le cadre du nouveau dispositif a été réalisé en 2007.

En 2022, la commune comptait 883 habitants, en évolution de −6,36 % par rapport à 2016 (Haut-Rhin : +0,66 %, France hors Mayotte : +2,11 %).
| 1800  | 1806  | 1821  | 1831  | 1836  | 1841  | 1846  | 1851  | 1856  |
| ----- | ----- | ----- | ----- | ----- | ----- | ----- | ----- | ----- |
| 1 160 | 1 306 | 1 382 | 1 813 | 1 832 | 1 894 | 1 924 | 2 048 | 2 001 |

| 1861  | 1866  | 1871  | 1875  | 1880  | 1885  | 1890  | 1895  | 1900  |
| ----- | ----- | ----- | ----- | ----- | ----- | ----- | ----- | ----- |
| 1 940 | 1 729 | 1 664 | 1 613 | 1 576 | 1 512 | 1 471 | 1 450 | 1 511 |

| 1905  | 1910  | 1921  | 1926  | 1931  | 1936  | 1946  | 1954  | 1962  |
| ----- | ----- | ----- | ----- | ----- | ----- | ----- | ----- | ----- |
| 1 559 | 1 475 | 1 423 | 1 401 | 1 369 | 1 306 | 1 198 | 1 192 | 1 289 |

| 1968  | 1975  | 1982  | 1990 | 1999  | 2006  | 2007  | 2012 | 2017 |
| ----- | ----- | ----- | ---- | ----- | ----- | ----- | ---- | ---- |
| 1 094 | 1 012 | 1 002 | 976  | 1 010 | 1 018 | 1 019 | 962  | 941  |

| 2022 | - | - | - | - | - | - | - | - |
| ---- | - | - | - | - | - | - | - | - |
| 883  | - | - | - | - | - | - | - | - |

## Économie
L'économie agro-pastorale a toujours été liée à la gestion des ressources forestières et minières. Les hauteurs de Kruth-Wildenstein étaient déjà reconnues au XIXe siècle pour leurs camps hivernaux de bûcherons. À la Belle Époque, les autorités allemandes en Alsace relancèrent l'exploitation minière, cherchant des minerais rares à des fins industrielles. C'est ainsi que la mine Fanny, exploitée entre 1902 et 1905 à Kruth, permit l'extraction d'arséniures de cobalt et de nickel.
Aujourd'hui, la station de ski du Frenz, perchée à 770 m d'altitude, propose deux pistes d'initiation au ski alpin, du ski nocturne sur réservation, ainsi qu'une piste de luge.

### Activités agricoles et industrielles
- Ferme, moulin[40].
- Tissage de coton Gros Roman, puis tissage Gros Odier Roman et Cie, puis Gros Roman et Cie, puis Société Alsacienne de Blanc et Impression, puis Société Alsacienne de tissage Gros Roman actuellement entrepôt industriel et maison[41].

## Lieux et monuments

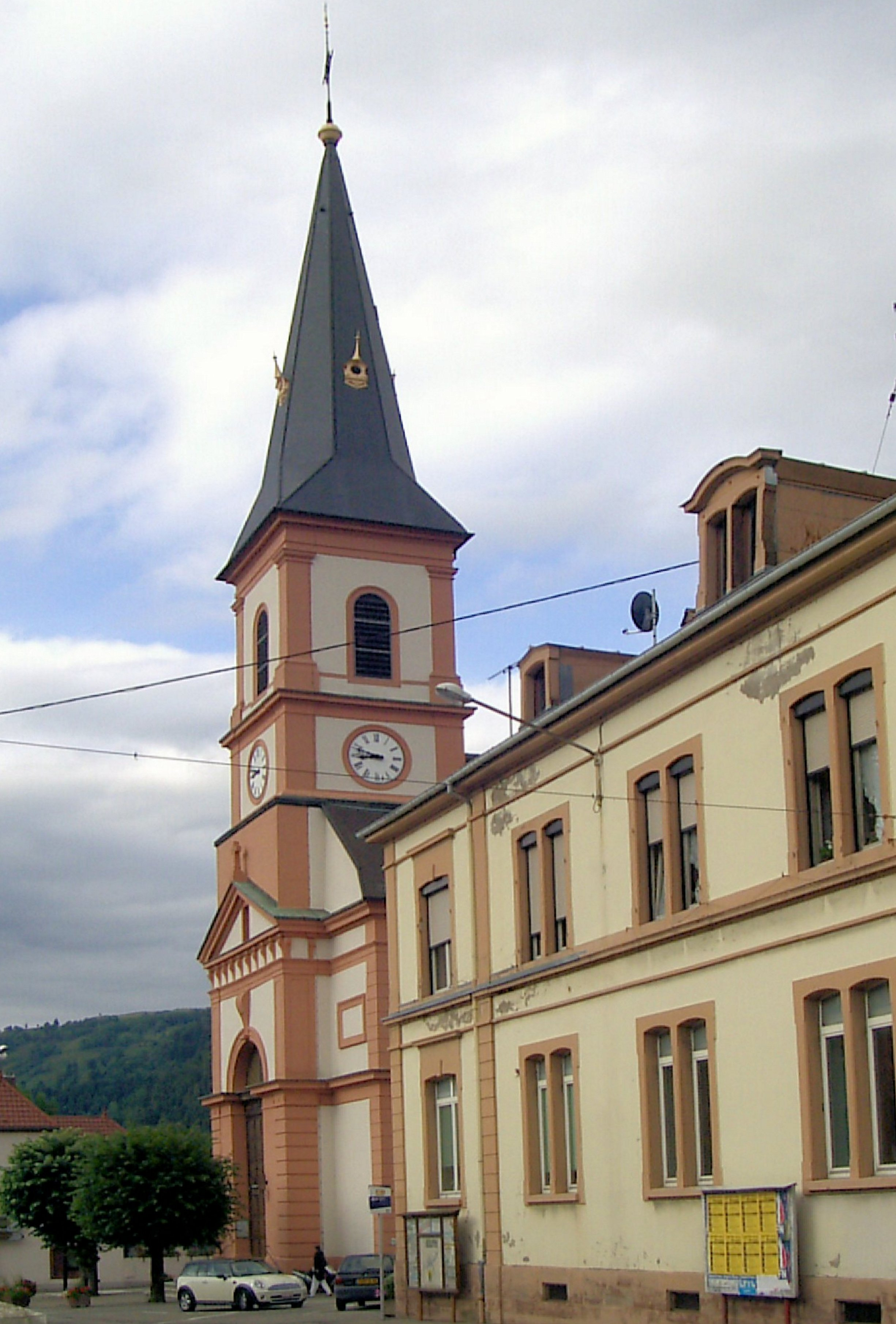
L'église Saint-Wendelin.

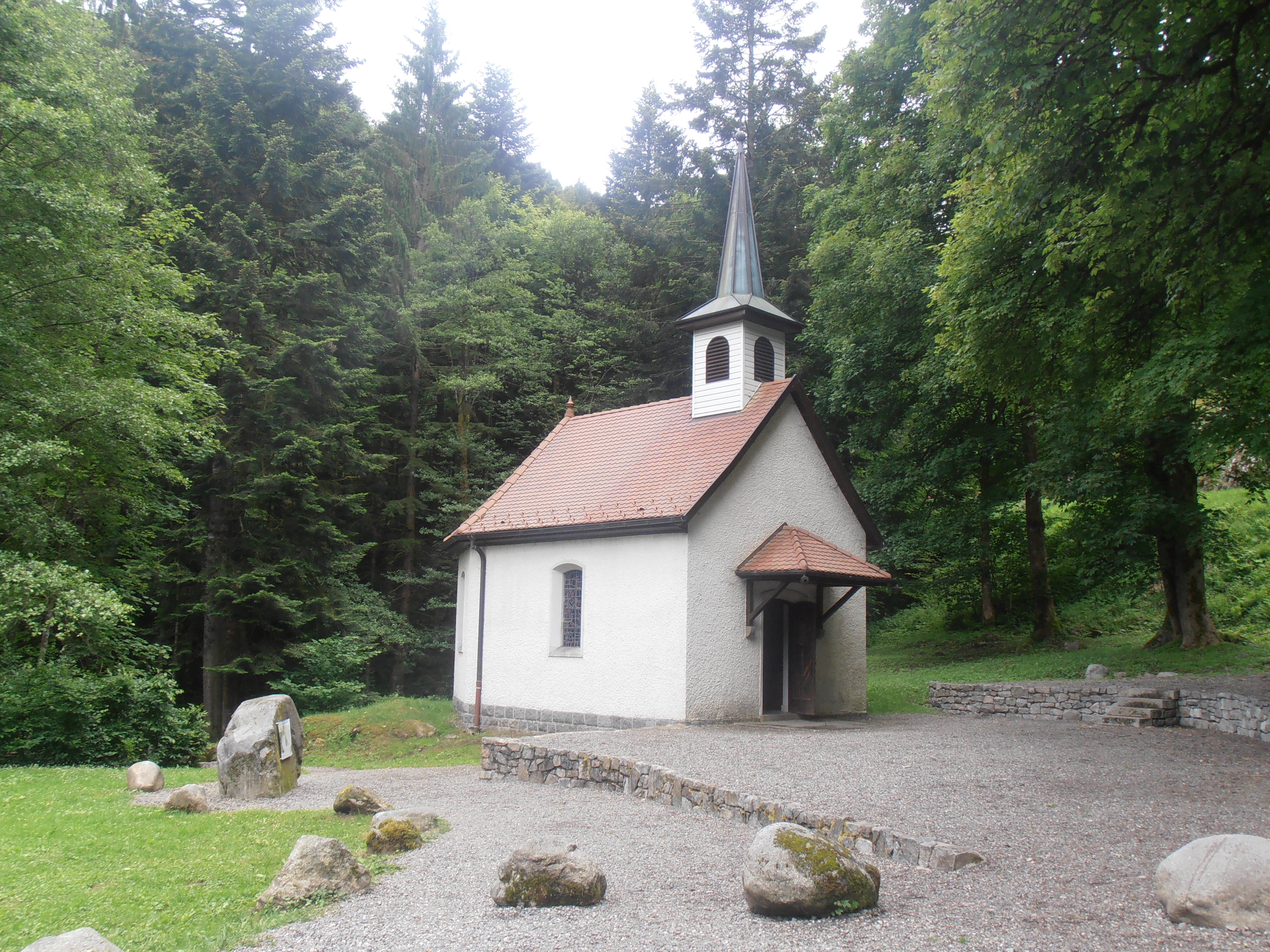
Chapelle Saint-Nicolas.

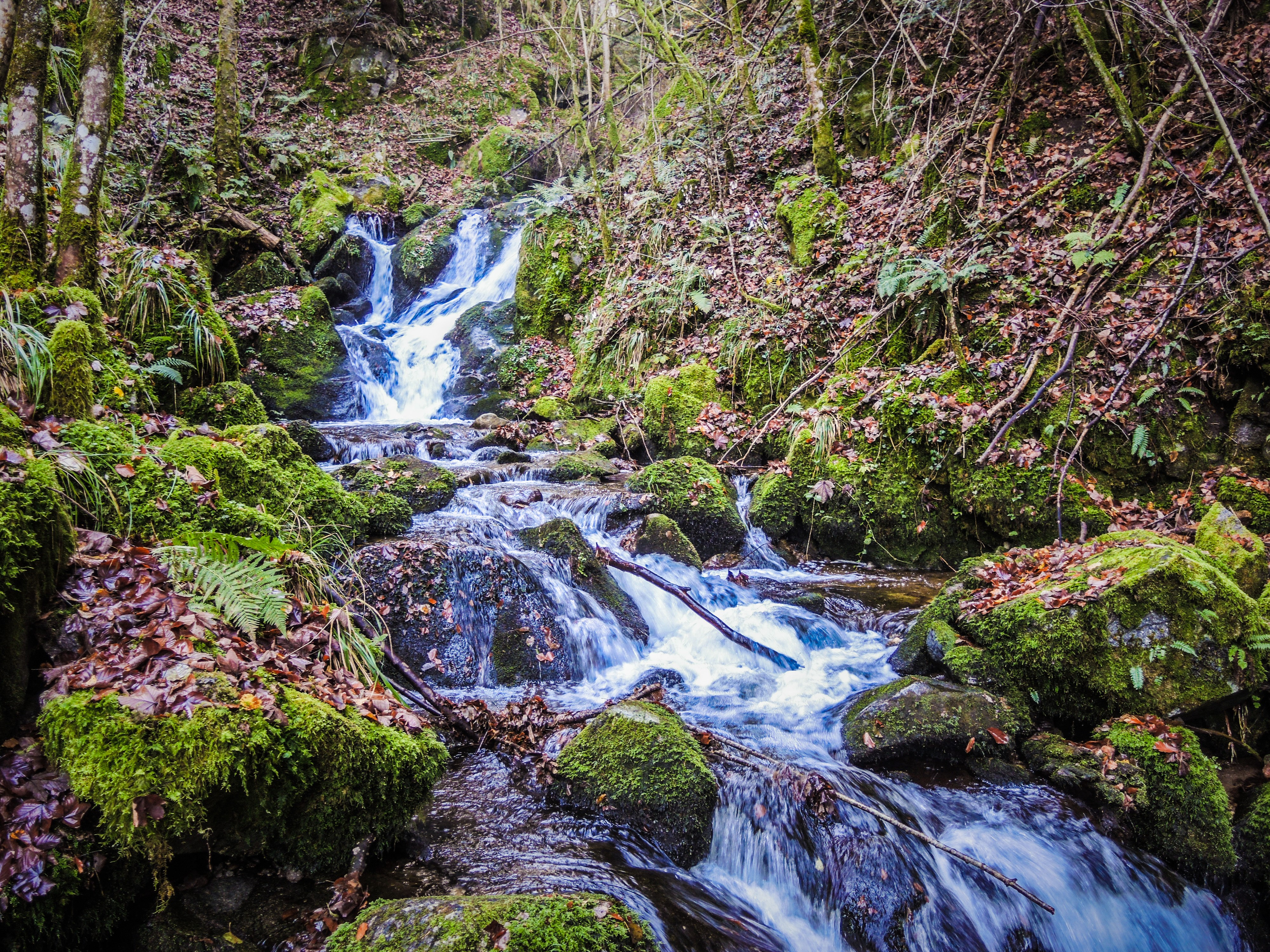
Cascade saint Nicolas

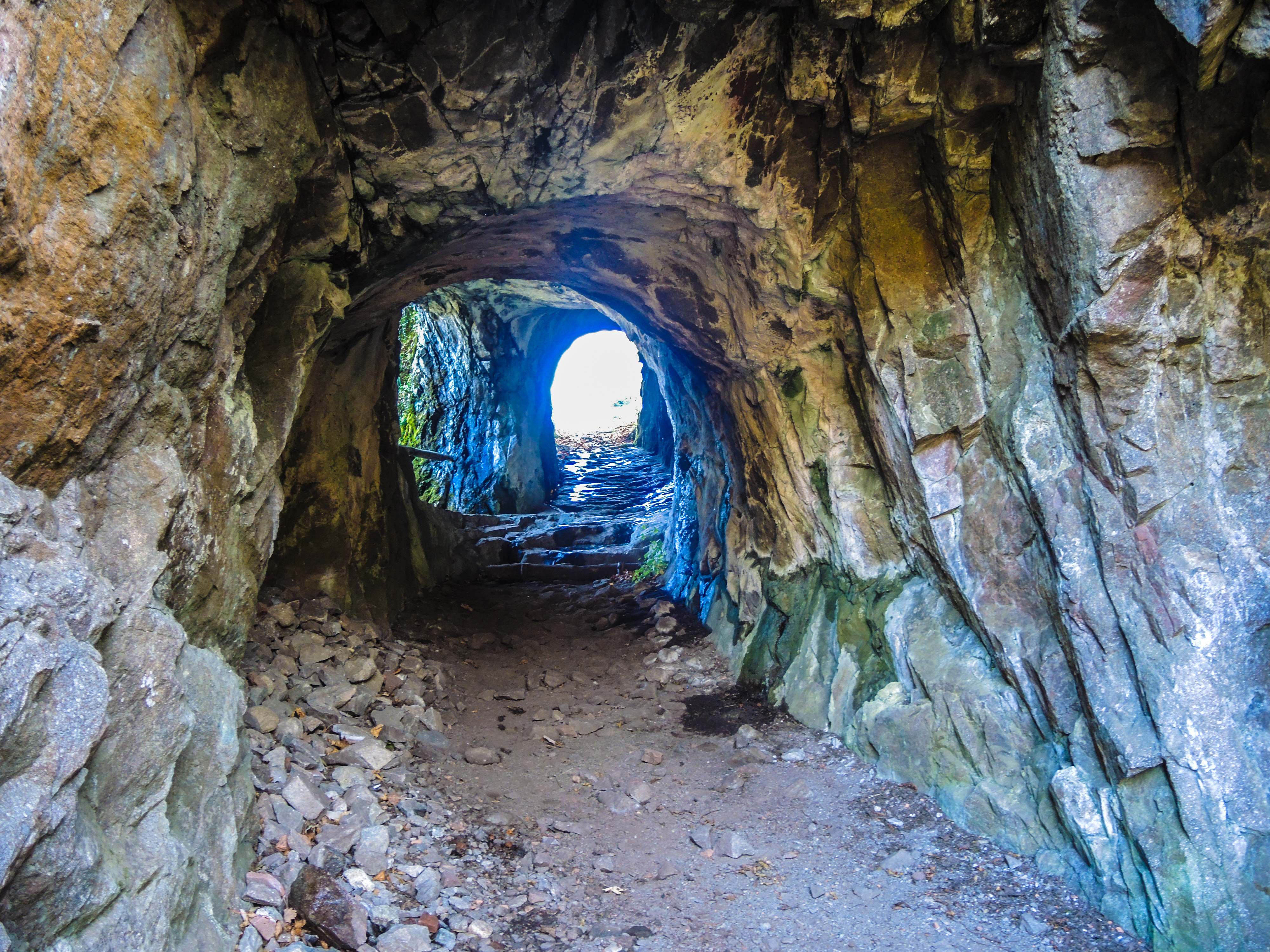
Tunnel d'accès dans le château du Schlossberg.

- Château de Wildenstein[42],[43], cité en 1253, et détruit par les Suédois, en 1644[44],[45], perché sur le sommet du Schlossberg.
- Barrage de Kruth et lac de Wildenstein[46].
- Église Saint-Wendelin (1837) : Kruth dépend jusqu'en 1789 de la paroisse d'Oderen. Dès le XVIIe siècle, les habitants se rendent à la chapelle Saint Wendelin, considéré comme le protecteur des agriculteurs. La chapelle est ensuite agrandie car devenue trop petite. Elle est transformée en église qui très vite s'avère également trop petite. Une délibération du conseil municipal propose de construite une nouvelle église répondant au mieux aux propositions des paroissiens. Des coupes de bois extraordinaires ont lieu afin que le produit de la vente finance la nouvelle église. La population de la commune participe à ces coupes de bois. Le nouvel édifice est achevé en 1837 et béni le 8 juillet de la même année en présence de l'évêque de Strasbourg[47]. L'orgue est de François Ignace Hérisé[48],[49].

En cette église se sont mariés le 23 septembre 1884 Jean-Pierre Schuman et Eugénie Duren, parents de Robert Schuman, un des pères de l’Europe.
- Chapelle Saint-Nicolas[50] et cascade Saint-Nicolas[51].
- Monuments commémoratifs[52],[53].
- Cascade du Bockloch : non loin du lac, le ruisseau du Hinter Bockloch franchit deux cascades.
- Mairie-école[54].